# Фермаунт (Мериленд)
Фермаунт (енгл. Fairmount) насељено је место без административног статуса у америчкој савезној држави Мериленд.

## Демографија
По попису из 2010. године број становника је 457, што је 80 (-14,9%) становника мање него 2000. године.
| Група             | 2000.       | 2010.       |
| Белци             | 351 (65,4%) | 323 (70,7%) |
| Афроамериканци    | 173 (32,2%) | 109 (23,9%) |
| Азијати           | 3 (0,6%)    | 3 (0,7%)    |
| Хиспаноамериканци | 6 (1,1%)    | 9 (2,0%)    |
| Укупно            | 537         | 457         |